# Río Milagro (España)
El río Milagro es un río del centro de la península ibérica perteneciente a la cuenca hidrográfica del Guadiana, que discurre por las provincias de Ciudad Real y Toledo. Es uno de los pocos ríos "vírgenes" que aún quedan en España.

## Curso
El río Milagro nace en la sierra del Castañar a unos 800 m s. n. m., dentro del término municipal de Retuerta del Bullaque. Discurre en sentido este-oeste a través de una depresión de dehesas, pastizales y cultivos de olivar y cereal, ubicada entre la mencionada sierra, al norte, y la sierra de las Guadalerzas, al sur. A la altura de la ermita de los Milagros gira en dirección sur hasta su desembocadura en el embalse de Torre de Abraham, donde confluye con el río Bullaque. Todo su recorrido discurre por la provincia de Ciudad Real, excepto por un corto tramo en el que forma el límite entre esta provincia y la de Toledo. 
Tiene un régimen intermitente y fuertemente estacional.

## Flora y fauna
En el año 2003 prácticamente todo el cauce del Milagros — y algunos de sus arroyos afluentes —; fue declarado por la Junta de Comunidades de Castilla-La Mancha "Reserva Fluvial Sotos del río Milagro" por sus galerías fluviales arbóreas y arbustivas, herbáceas palustres, comunidades anfibias y acuáticas de humedales estacionales, céspedes sumergidos de algas carófitas y juncales subhalófilos. En particular, se destaca la presencia de especies amenazadas, como Alnus glutinosa, Acer monspessulanum, Dianthus toletanus, Nuphar luteum, Isoetes velatum, Isoetes histrix, Pyrus bourgeana y Prunus avium.
En relación con la fauna, el río alberga comunidades de jarabugo, barbo comizo, boga de río, colmilleja, calandino, pardilla, nutria, cangrejo de río, Unio tumidiformis, galápago europeo y galápago leproso.